# Roland Garber
Roland Garber (Viena, 27 de agosto de 1972) es un deportista austríaco que compitió en ciclismo en las modalidades de pista, especialista en las pruebas de madison y ómnium, y ruta.
Ganó una medalla de plata en el Campeonato Mundial de Ciclismo en Pista de 2002 y una medalla de bronce en el Campeonato Europeo de Ómnium de 2002.
Participó en dos Juegos Olímpicos de Verano, en la carrera de madison, ocupando el quinto lugar en Sídney 2000 y el octavo lugar en Atenas 2004.

## Medallero internacional
| Campeonato Mundial | Campeonato Mundial   | Campeonato Mundial | Campeonato Mundial |
| Año                | Lugar                | Medalla            | Competición        |
| ------------------ | -------------------- | ------------------ | ------------------ |
| 2002               | Ballerup (Dinamarca) | Medalla de plata   | Madison            |
| Campeonato Europeo |                      |                    |                    |
| Año                | Lugar                | Medalla            | Competición        |
| 2002               | Büttgen (Alemania)   | Medalla de bronce  | Ómnium             |

1. ↑  Campeonato Europeo realizado sólo para la disciplina de ómnium.